# یوهان کریستف گتشد
یوهان کریستف گتشد (آلمانی: Johann Christoph Gottsched؛ ۲ فوریهٔ ۱۷۰۰ – ۱۲ دسامبر ۱۷۶۶) یک نویسنده اهل آلمان بود.

## منابع

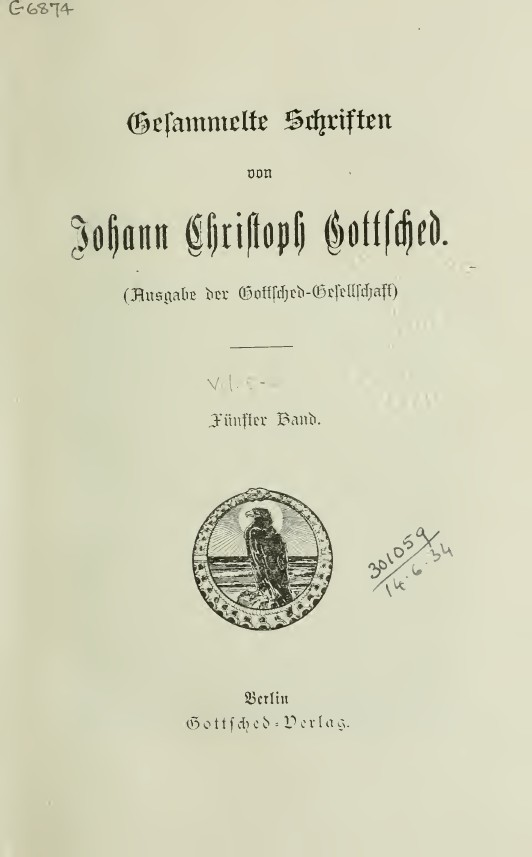
Gedichte